# Xinle, Chongqing
Xinle (kinesiska: 新乐)  är en socken i sydvästra Kina. Den ligger i Shizhu härad i storstadsområdet Chongqing, omkring 190 kilometer öster om det centrala stadsdistriktet Yuzhong. Antalet invånare är 3 256. Befolkningen består av 1 544 kvinnor och 1 712 män. Barn under 15 år utgör 23,0 %, vuxna 15-64 år 64 %, och äldre över 65 år 12,0 %.